# 佐藤真人
佐藤 真人（さとう まさと）は、日本の男性アニメーター、アニメーション演出家、アニメ監督、キャラクターデザイナー。アクセル代表。

## 来歴・人物
かつては亜細亜堂で動画マンとして働いていた。演出家にシフトしてからは監督も手がけ、作画スタジオのアクセルを設立する。
『名探偵コナン』に放送開始当初から参加。2003年8月から2008年5月までは、山本泰一郎に代わりテレビシリーズの監督を務めていた。監督を降板してからしばらくコナンとは関わっていなかったが、2011年にウェブ限定アニメ『名探偵コナン vs Wooo』の監督を務め、約3年ぶりに関わった。
近年稀に見るほど壊滅的な作画崩壊を全話数でおこしたアニメ、電波教師の監督で名前が一躍広まった。

## 作品リスト

### テレビアニメ
1980年代
- 新・ど根性ガエル （1981年 - 1982年、動画）
- ルパン三世 PARTIII （1984年 - 1985年、原画）
- タッチ （1985年 - 1987年、原画）
- アニメ三銃士 （1987年 - 1989年、作画監督）
- 美味しんぼ （1988年 - 1992年、絵コンテ・演出）
- おぼっちゃまくん （1989年 - 1992年、絵コンテ・演出・作画監督）

1990年代
- キテレツ大百科 （1990年、絵コンテ・演出）
- 見ると強くなる 痛快!横綱アニメ ああ播磨灘 （1992年、絵コンテ・演出）
- スペースオズの冒険 （1992年 - 1993年、絵コンテ・演出）
- 楽しいウイロータウン （1993年 - 1994年、絵コンテ・演出）
- ルパン三世 燃えよ斬鉄剣 （1994年、原画）
- レッドバロン （1994年 - 1995年、絵コンテ・演出）
- モンタナ・ジョーンズ （1994年 - 1995年、キャラ・デザイン・メカ・デザイン）
- 魔法騎士レイアース （1994年 - 1995年、絵コンテ）
- ルパン三世 ハリマオの財宝を追え!! （1995年、演出）
- 怪盗セイント・テール （1995年 - 1996年、絵コンテ・演出）
- 神秘の世界エルハザード （1995年 - 1996年、絵コンテ・演出）
- スレイヤーズ （1995年、絵コンテ・演出）
- スレイヤーズNEXT （1996年、絵コンテ）
- 名探偵コナン （1996年 - 2008年、監督（3代目・2004年 - 2008年）・監督補・構成・絵コンテ・演出・OP絵コンテ・ED絵コンテ・OP演出・ED演出）
- サイレントメビウス （1998年、演出）
- それいけ!アンパンマン （1998年、絵コンテ）

2000年代
- ドラえもん （2008年 - 2009年、絵コンテ・演出）
- テイルズ オブ ジ アビス （2008年 - 2009年、絵コンテ・演出）
- ヤッターマン （2008年 - 2009年、絵コンテ）
- エグザムライ戦国 （2009年、絵コンテ）
- 犬夜叉 完結編 （2009年、絵コンテ）

2010年代
- WORKING'!! （2011年、演出）
- エリアの騎士 （2012年、絵コンテ）
- アクセル・ワールド （2012年、絵コンテ・演出）
- たまごっち! ゆめキラドリーム （2012年、絵コンテ）
- さくら荘のペットな彼女 （2012年 - 2013年、絵コンテ・演出）
- ハヤテのごとく! Cuties （2013年、絵コンテ）
- たまごっち! みらくるフレンズ（2013年 - 2014年、絵コンテ）
- GO-GO たまごっち!（2014年、絵コンテ）
- 電波教師（2015年、監督・絵コンテ）
- カードファイト!! ヴァンガードG ギアースクライシス編（2016年、絵コンテ）
- FAIRY TAIL（2016年、演出）
- 聖戦ケルベロス 竜刻のファタリテ（2016年、演出）
- スカーレッドライダーゼクス（2016年、絵コンテ）
- ナンバカ（2016年、絵コンテ）
- 100%パスカル先生（2017年、絵コンテ・演出）
- 戦姫絶唱シンフォギアAXZ（2017年、絵コンテ）
- からかい上手の高木さん（2018年、演出）
- バキ（2018年、絵コンテ）
- ソラとウミのアイダ（2018年、絵コンテ）
- おとなの防具屋さん（2018年、演出）
- おじゃる丸（2019年、演出）

2020年代
- おとなの防具屋さんII（2021年、演出）
- 新幹線変形ロボ シンカリオンZ（2021年、絵コンテ）
- 妖怪ウォッチ♪（2022年、絵コンテ）
- 魔導具師ダリヤはうつむかない（2024年、絵コンテ）

### 劇場アニメ
- がんばれ!!タブチくん!! 初笑い第3弾 あゝツッパリ人生（1980年、動画）
- 怪物くん 怪物ランドへの招待 （1981年、動画）
- 怪物くん デーモンの剣 （1982年、動画）
- ルパン三世 バビロンの黄金伝説 （1985年、原画）
- 愛しのベティ 魔物語 （1986年、演出）
- 劇場版名探偵コナンシリーズ
  - 名探偵コナン 時計じかけの摩天楼 （1997年、絵コンテ・演出）
  - 名探偵コナン 14番目の標的 （1998年、絵コンテ・演出）
  - 名探偵コナン 世紀末の魔術師 （1999年、演出）
  - 名探偵コナン 瞳の中の暗殺者 （2000年、演出）
- 昆虫物語 みつばちハッチ〜勇気のメロディ〜（2010年、原画）
- 劇場版 魔法先生ネギま! ANIME FINAL（2011年、原画）
- 劇場版 はいからさんが通る 後編 〜花の東京大ロマン〜（2018年、絵コンテ）

### OVA
- デルパワーX 爆発みらくる元気!! （1986年、監督・絵コンテ・作画監督補佐
- エクスプローラーウーマン・レイ （1989年、演出）
- 私立荒磯高等学校生徒会執行部 （2002年、監督）
- HUNTER×HUNTER G・I Final （2004年、監督）
- 名探偵コナンシリーズ
  - 名探偵コナン コナンとキッドとクリスタル・マザー （2004年、監督）
  - 名探偵コナン 標的は小五郎!! 少年探偵団マル秘調査 （2005年、監督）
  - 名探偵コナン 消えたダイヤを追え! コナン・平次vsキッド! （2006年、監督）
- 最遊記外伝 特別篇 香花の章（2013年、絵コンテ・演出）